# Eppenberg-Wöschnau
Eppenberg-Wöschnau es una comuna suiza del cantón de Soleura, situada en el distrito de Olten. Limita al norte con la comuna de Erlinsbach, al este con Aarau (AG) y Unterentfelden (AG), al sur y al oeste con Schönenwerd.

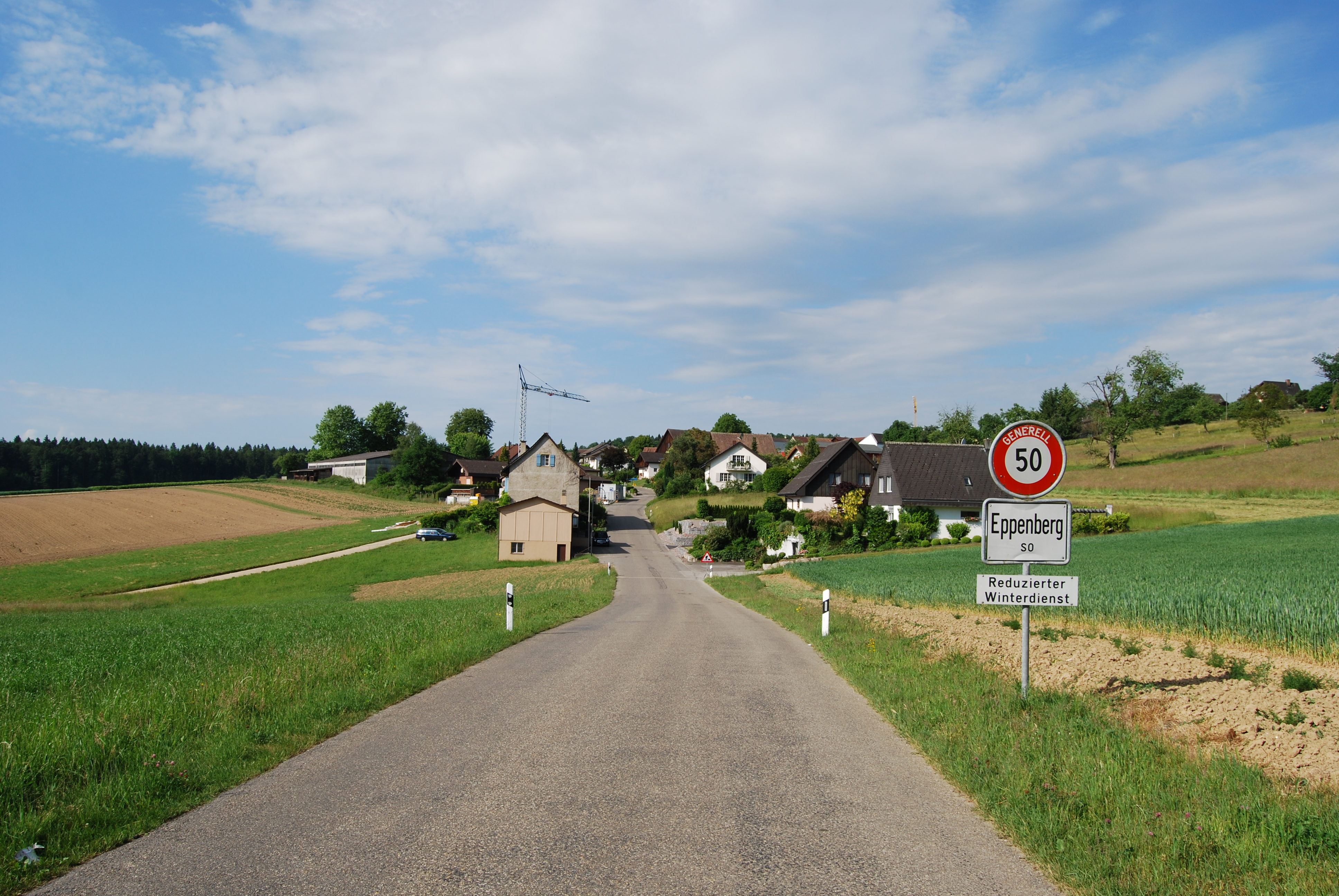
Eppenberg